# Iyoïta
La iyoïta és un mineral de la classe dels halurs, que pertany al grup de l'atacamita. Rep el nom per la província d'Iyo, el nom antic de l'actual prefectura d'Ehime, on es troba la localitat tipus del mineral.

## Característiques
La iyoïta és un halur de fórmula química MnCuCl(OH)₃. Va ser aprovada com a espècie vàlida per l'Associació Mineralògica Internacional l'any 2013, i la primera publicació data del 2017. Cristal·litza en el sistema monoclínic, i es troba en agregats radials i dendrítics. És l'anàleg amb Mn-Cu ordenat de la botallackita. La seva estructura està estratificada i és estretament relacionada amb la de la misakiïta. No s'ha pogut sintetitzar. L'exemplar que va servir per a determinar l'espècie, el que es coneix com a material tipus, es troba conservat a les col·leccions del Museu Nacional de Ciència del Japó, a la localitat de Tsukuba, amb el codi d'espècimen NSM M-43864.

## Formació i jaciments
Va ser descoberta a la mina Ohku, una antiga mina coure situada a la localitat d'Ikata, a la prefectura d'Ehime, al Japó. El mineral es troba a les esquerdes de minerals de manganès que contenen coure natiu, a conseqüència de la reacció de l'aigua de. mar amb el mineral. Es tracta de l'únic indret on ha estat descrita aquesta espècie mineral.